# Міста Івано-Франківської області

Івано-Франківська область на карті України

До складу Івано-Франківської області входять 15 міст. Найбільшим за населенням є Івано-Франківськ — 238 196 осіб за даними Державної служби статистики України від 1 січня 2022 року; найбільше за площею — Яремче (114 км²).
Отримати статус міста в України мають право населені пункти із населенням понад 10 000 осіб.
До 2020 року в Івано-Франківській області було 6 міст обласного значення (Болехів, Бурштин, Івано-Франківськ, Калуш, Коломия та Яремче) та 9 міст районного значення (Галич, Городенка, Долина, Косів, Надвірна, Рогатин, Снятин, Тисмениця і Тлумач). Унаслідок адміністративно-територіальної реформи в Україні 2020 року статус міст обласного значення був нівельований.
У списку показані міста та містечка Івано-Франківської області, офіційні назви українською мовою, їхня площа, населення (за даними перепису 2001 року й інформації Державної служби статистики України від 1 січня 2022 року), географічні координати адміністративних центрів, мовний склад (зазначені мови, що становлять понад 1 % від населення громади за даними Всеукраїнського перепису населення 2001 року), положення на карті області.

## Список міст
| Назва            | Зображення | Площа (км²) | Населення (за роками перепису та державної статистики) | Населення (за роками перепису та державної статистики) | Рідна мова (2001)                       | Карта                                                                                    |
| Назва            | Зображення | Площа (км²) | 2001                                                   | 2022                                                   | Рідна мова (2001)                       | Карта                                                                                    |
| ---------------- | ---------- | ----------- | ------------------------------------------------------ | ------------------------------------------------------ | --------------------------------------- | ---------------------------------------------------------------------------------------- |
| Болехів          |            | 36,69       | 10 633                                                 | 10 259                                                 | українська — 98,48 % російська — 1,18 % | 49°04′01″ пн. ш. 23°51′05″ сх. д. / 49.06694° пн. ш. 23.85139° сх. д. · Болехів          |
| Бурштин          |            | 32,71       | 15 298                                                 | 14 737                                                 | українська — 97,39 % російська — 2,43 % | 49°15′36″ пн. ш. 24°38′06″ сх. д. / 49.26000° пн. ш. 24.63500° сх. д. · Бурштин          |
| Галич            |            | 24,67       | 6 495                                                  | 6 086                                                  | українська — 98,44 % російська — 1,19 % | 49°08′22″ пн. ш. 24°43′54″ сх. д. / 49.13944° пн. ш. 24.73167° сх. д. · Галич            |
| Городенка        |            | 56          | 9 794                                                  | 8 812                                                  | українська — 98,95 % російська — 0,92 % | 48°40′03″ пн. ш. 25°30′01″ сх. д. / 48.66750° пн. ш. 25.50028° сх. д. · Городенка        |
| Долина           |            | 20,22       | 20 906                                                 | 20 417                                                 | українська — 97,21 % російська — 2,29 % | 48°58′51″ пн. ш. 24°00′09″ сх. д. / 48.98083° пн. ш. 24.00250° сх. д. · Долина           |
| Івано-Франківськ |            | 37          | 218 359                                                | 238 196                                                | українська — 92,19 % російська — 6,79 % | 48°55′22″ пн. ш. 24°42′38″ сх. д. / 48.92278° пн. ш. 24.71056° сх. д. · Івано-Франківськ |
| Калуш            |            | 64,53       | 67 902                                                 | 65 088                                                 | українська — 95,33 % російська — 3,19 % | 49°02′39″ пн. ш. 24°21′35″ сх. д. / 49.04417° пн. ш. 24.35972° сх. д. · Калуш            |
| Коломия          |            | 41,1        | 61 989                                                 | 60 821                                                 | українська — 93,11 % російська — 5 %    | 48°32′30″ пн. ш. 25°02′19″ сх. д. / 48.54167° пн. ш. 25.03861° сх. д. · Коломия          |
| Косів            |            | 11,38       | 8 301                                                  | 8 351                                                  | українська — 98,24 % російська — 1,44 % | 48°18′54″ пн. ш. 25°05′43″ сх. д. / 48.31500° пн. ш. 25.09528° сх. д. · Косів            |
| Надвірна         |            | 25,53       | 20 932                                                 | 22 504                                                 | українська — 95,02 % російська — 3,17 % | 48°37′49″ пн. ш. 24°34′45″ сх. д. / 48.63028° пн. ш. 24.57917° сх. д. · Надвірна         |
| Рогатин          |            | 11,32       | 8 607                                                  | 7 521                                                  | українська — 99,33 %                    | 49°24′44″ пн. ш. 24°36′42″ сх. д. / 49.41222° пн. ш. 24.61167° сх. д. · Рогатин          |
| Снятин           |            | 35,79       | 10 479                                                 | 9 718                                                  | українська — 98,72 %                    | 48°27′04″ пн. ш. 25°34′16″ сх. д. / 48.45111° пн. ш. 25.57111° сх. д. · Снятин           |
| Тисмениця        |            | 38          | 9 790                                                  | 8 958                                                  | українська — 99,16 %                    | 48°54′07″ пн. ш. 24°50′53″ сх. д. / 48.90194° пн. ш. 24.84806° сх. д. · Тисмениця        |
| Тлумач           |            | 19,57       | 8 831                                                  | 8 689                                                  | українська — 99,30 %                    | 48°51′10″ пн. ш. 24°59′44″ сх. д. / 48.85278° пн. ш. 24.99556° сх. д. · Тлумач           |
| Яремче           |            | 114         | 7 850                                                  | 7 907                                                  | українська — 98,99 %                    | 48°27′37″ пн. ш. 24°33′31″ сх. д. / 48.46028° пн. ш. 24.55861° сх. д. · Яремче           |